# Mildenitz (fiume)
Mildenitz è un fiume della regione del Meclemburgo-Pomerania Anteriore, nella Germania nord-orientale.

## Corso

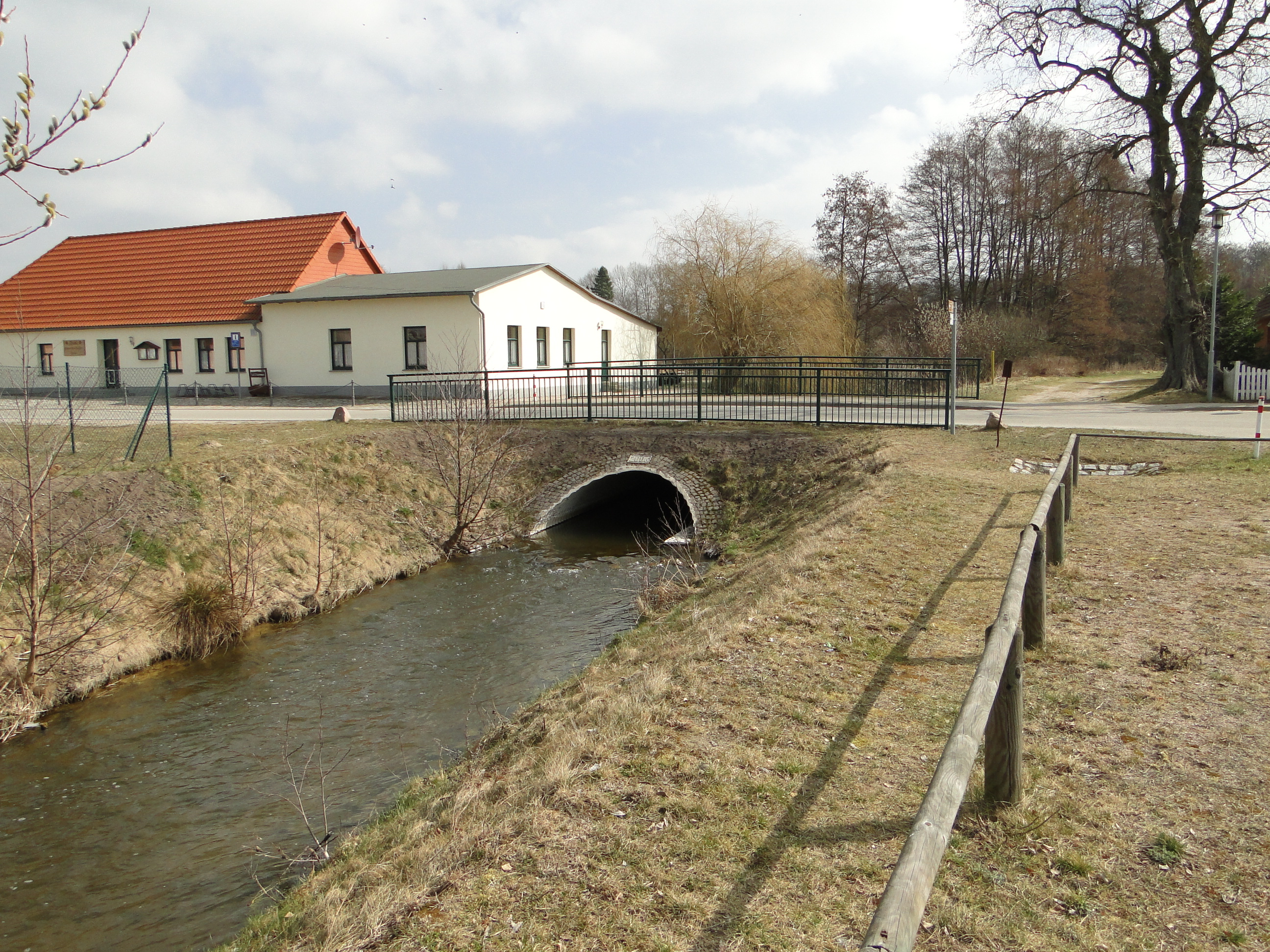
Ponte sul Mildenitz a Sandhof

Il Mildenitz sgorga al centro del confine meridionale del Parco Naturale Nossentiner/Schwinzer Heide, ove la sua sorgente si trova nove chilometri a nordovest di Plau am See tra le località di Zarchlin e Klein Wangelin in una zona erbosa a est del Penzliner See in una biforcazione. Il bacino del fiume è di 524 km².
Già a quasi tre chilometri dalla sua sorgente il Mildenitz si è sviluppato in un ben visibile ruscello grazie ai suoi affluenti da prati acquitrinosi.
Il suo corso corre dapprima in direzione nordest, in Damerower Forst attraverso Kiefernwald e Moorgebiete, fino a formare il lago Damerower e scorre poi per ampi tratti attraverso la brughiera del Parco Naturale Nossentiner/Schwinzer.  
In questo tratto il corso del fiume presenta ancora un ambito naturale. Dalla uscita sulla riva occidentale del lago Damerower, il fiume, ora canalizzato, attraversa la località di Sandhof diritto in direzione ovest fino alla Großen und Kleinen Serrahn, una riserva naturale di 722  ettari fino al lago Goldberger.
200 anni fa la zona del Großen Serrahns era un lago, che con l'abbassamento del livello dell'acqua si era interrato. Il Serrahn è zona vietata al pubblico, essendo riservata alla Bundeswehr. Dopo pochi chilometri il Mildenitz piega verso sudest giungendo al lago Goldberger. Dalla riva occidentale esso esce come un piccolo torrente e scorre attraverso la piccola città di Goldberg, vicino allo Heimatmuseum. L'edificio era in un primo tempo un mulino ad acqua. Da Goldberg il Mildenitz si getta nel Dobbertiner See.

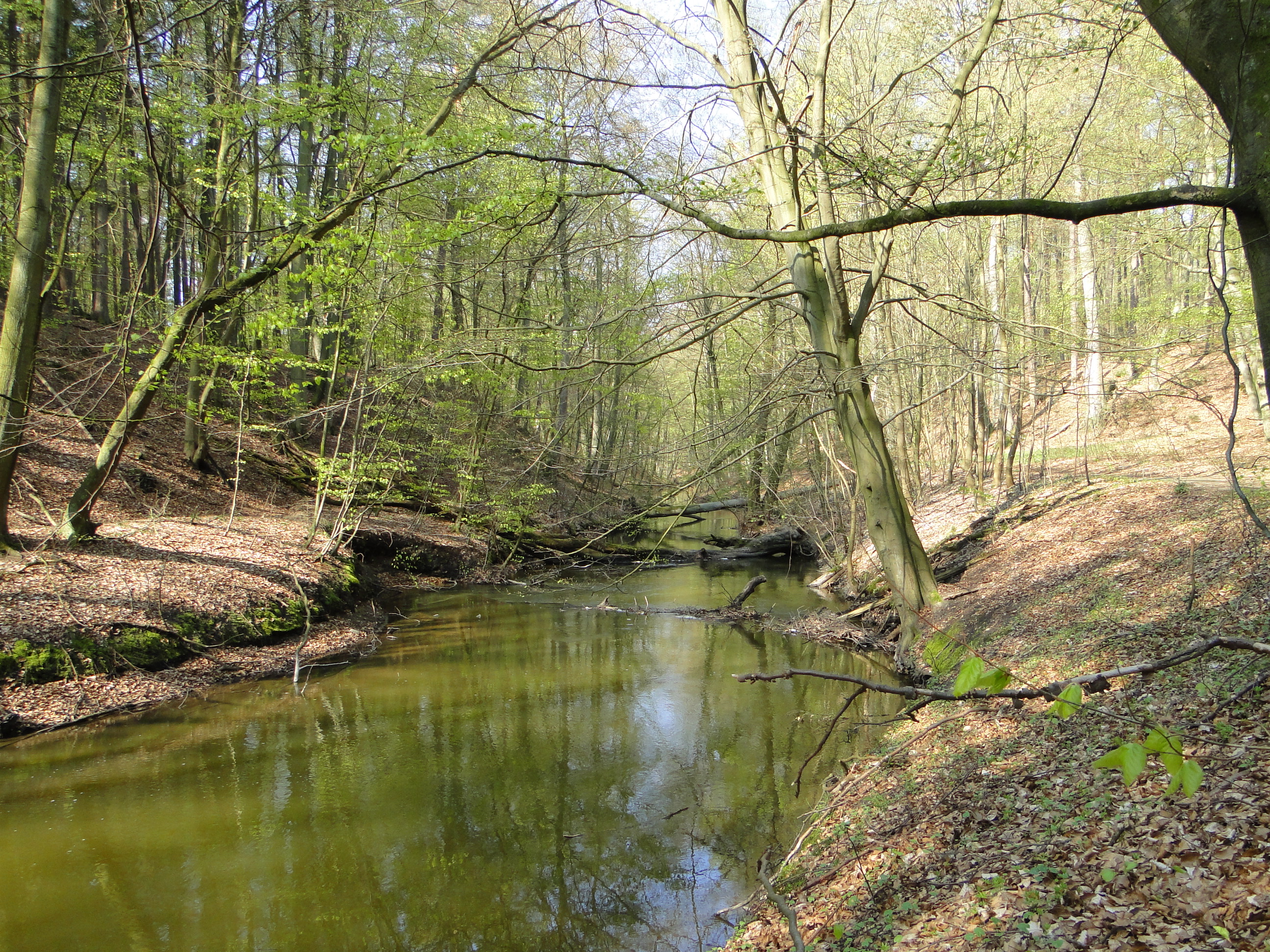
Mildenitz-Durchbruchstal presso il Vecchio Mulino vicino a Kläden

Il lago Dobbertin, una volta chiamato anche Lago Jawir, ha una storia a lui collegata fin dal 1220 con l'ex Abbazia benedettina di Dobbertin, sulla riva settentrionale del lago.
Il corso del Mildenitz si biforca alla riva nord: il nuovo corso passa sulla diga per l'indirizzamento dei pesci nel parco dell'abbazia. Il vecchio corso del fiume scorre sotto il mulino ad acqua attraverso la struttura per la pesca delle anguille, accanto al vecchio mulino dell'abbazia, poi in direzione di Dobbin e Kläden Plage. Vi è un bassopiano dopo le due frazioni di Dobbertin, Dobbin e Kläden, che una volta era un lago. Tra il Paradieskoppel, con il suo Wacholderbestand e il Klädener Plage scorre il tratto rettificato del Mildenitz per altri circa quattro chilometri, fino al vecchio mulino di Alten Kläden. Qui ha inizio il Mildenitz-Durchbruchstal. Klädener Plage e il Durchbruchstal appartengono alla zona di Natura Protetta di Klädener Plage e Mildenitz-Durchbruchstal.
Il tratto di fiume lungo quasi un chilometro e mezzo e stretto nella Durchbruchstal fa parte di uno degli ambienti più belli sul Mildenitz. Il fiume si apre qui la strada attraverso una morena terminale, i cui ripidi pendii risalgono fin oltre i 15 metri. Alti alberi circondano la valle: alcuni giacciono sradicati dentro o attraverso l'acqua. Una piazzola con una tavola esplicativa fornisce informazioni sulla flora e sulla fauna locali.

### Spartiacque
La sorgente del Mildenitz si trova sullo spartiacque Mare del Nord-Mar Baltico. Ciò significa che la Mildenitz, che scorre in direzione nord, sulla Warnow sfocia nel Mar Baltico, mentre gli odierni torrenti e fossati, che sul lato meridionale dello Höhenzug nascono presso Plauerhagen, scorrono sopra l'Elde e l'Elba e finiscono nel Mare del Nord.